# Richard Feder
Richard Feder (26. srpna 1875 Václavice – 18. listopadu 1970 Brno) byl český rabín a spisovatel.

## Život

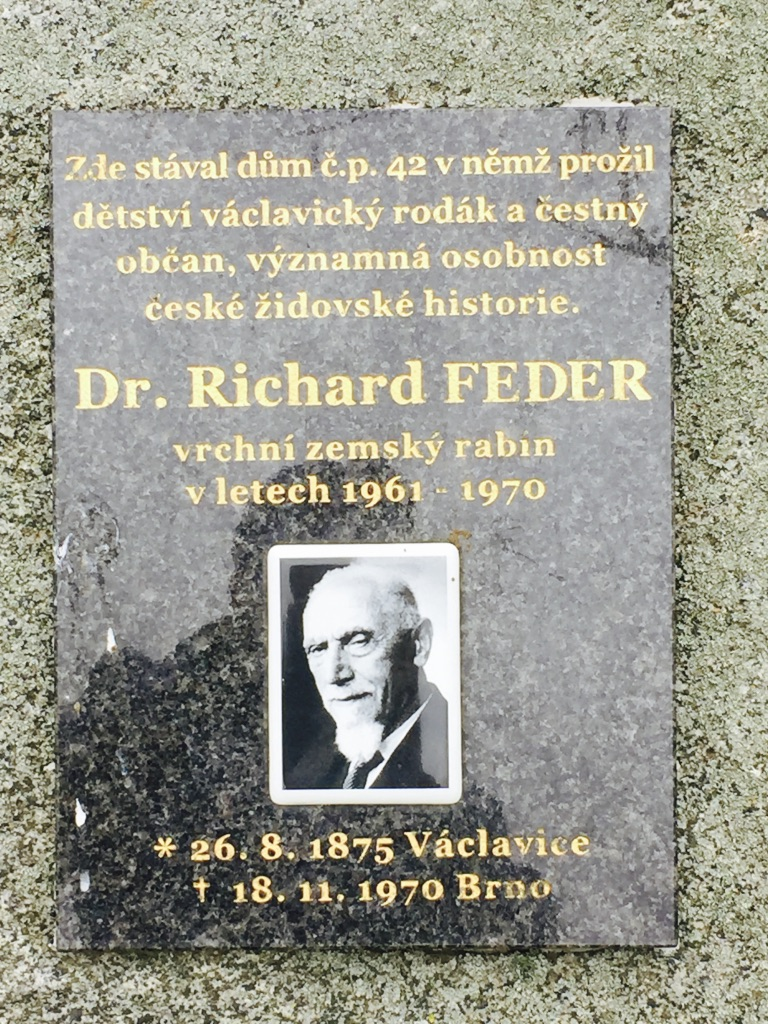
Pamětní deska rabínu Richardu Fedrovi v místě jeho rodného domu ve Václavicích

Narodil se 26. srpna 1875 v početné židovské rodině ve Václavicích u Benešova. Jeho výjimečné nadání se projevilo již v obecné škole, a tak byl z vesnické trojtřídky poslán do školy do Benešova. Po maturitě na akademickém gymnáziu v Praze pokračoval ve studiích na Filozofické fakultě ve Vídni. V hlavním městě Rakouska-Uherska získal dva doktoráty, z filosofie a souběžně na židovské teologické fakultě. Po sedmiletém studiu ve Vídni nastoupil 19. září 1903 na své první rabínské místo v Kojetíně.
Později sloužil v Lounech a Roudnici nad Labem, aby pak na dlouhá léta zakotvil v Kolíně. Zde, kromě vykonávání svých rabínských povinností, vyučoval německý jazyk a německou obchodní korespondenci na obchodní akademii od roku 1917 až do roku 1938, kdy odešel do důchodu. Své rozsáhlé vědomosti uplatňoval dr. Richard Feder nejen v židovské obci a obchodní škole. Jako jednatel Okresního osvětového sboru v Kolíně ovlivňoval po dlouhá léta kulturní život města. Sám často přednášel různorodému publiku o dějinách náboženství, o Janu Husovi, o buddhismu i o české literatuře.
Po rozbití první Československé republiky a okupaci českých zemí nacistickým Německem byl Feder ve věku šedesáti šesti let 13. června 1942 zařazen s celou rodinou do transportu „Aad – Kolin“ do Terezína. I zde dostál svému postavení rabína a v omezených a krutých podmínkách pomáhal svou moudrostí svému okolí. Neváhal ani uzavírat židovské sňatky a dle možnosti udržoval mezi souvěrci náboženský život. Válku přežil ze své široké rodiny sám. Jeho žena Hilda zahynula v Terezíně, synové Viktor a Evžen a dcera Rut i s rodinami zahynuli v koncentračním táboře v Osvětimi. Po osvobození se rabín Feder vrátil do Kolína, kde pracoval až do zvolení oblastním rabínem moravskoslezských náboženských obcí v roce 1953. Shodou okolností právě v roce 1953 oslavil 50 let své rabínské činnosti.
Do nového úřadu v Brně byl uveden 19. dubna 1953, společně s nově nastoupivším vrchním kantorem Alexandrem Neufeldem, který jej na prahu synagogy přivítal se svitkem Tóry v rukou. Po dalších 17 let pak Feder působil v Brně, navštěvoval moravské židovské obce a synagogální sbory, přednášel, učil a psal. V roce 1961 byl ustaven jako zemský rabín, Brno však neopustil.
Při příležitosti jeho 90. narozenin mu bylo v roce 1965 uděleno státní vyznamenání Za zásluhy o výstavbu.
Richard Feder zemřel 18. listopadu roku 1970 ve věku 95 let a je pohřben na Židovském hřbitově v Brně.

## Rodina
Během holokaustu za nacistické okupace přišel rabi Feder prakticky o celou rodinu. Syn Viktor  byl 28. dubna 1942 deportován do ghetta Zámostí, kde byl zavražděn. Jeho žena Hilda zemřela 24. prosince 1942 v Terezíně. Syn Evžen s manželkou a synem byli 15. května 1944 odvlečeni do Osvětimi a zavražděni. Dcera Rút, s manželem Pavlem Hellerem a 15letým synem Walterem byli 28. října 1944 zavražděni v Osvětimi.
Smrti neunikl ani jeho synovec Ing. Bedřich Fauska (1900–1944), který zahynul v táboře Fürstengrube i s manželkou a malým synem.

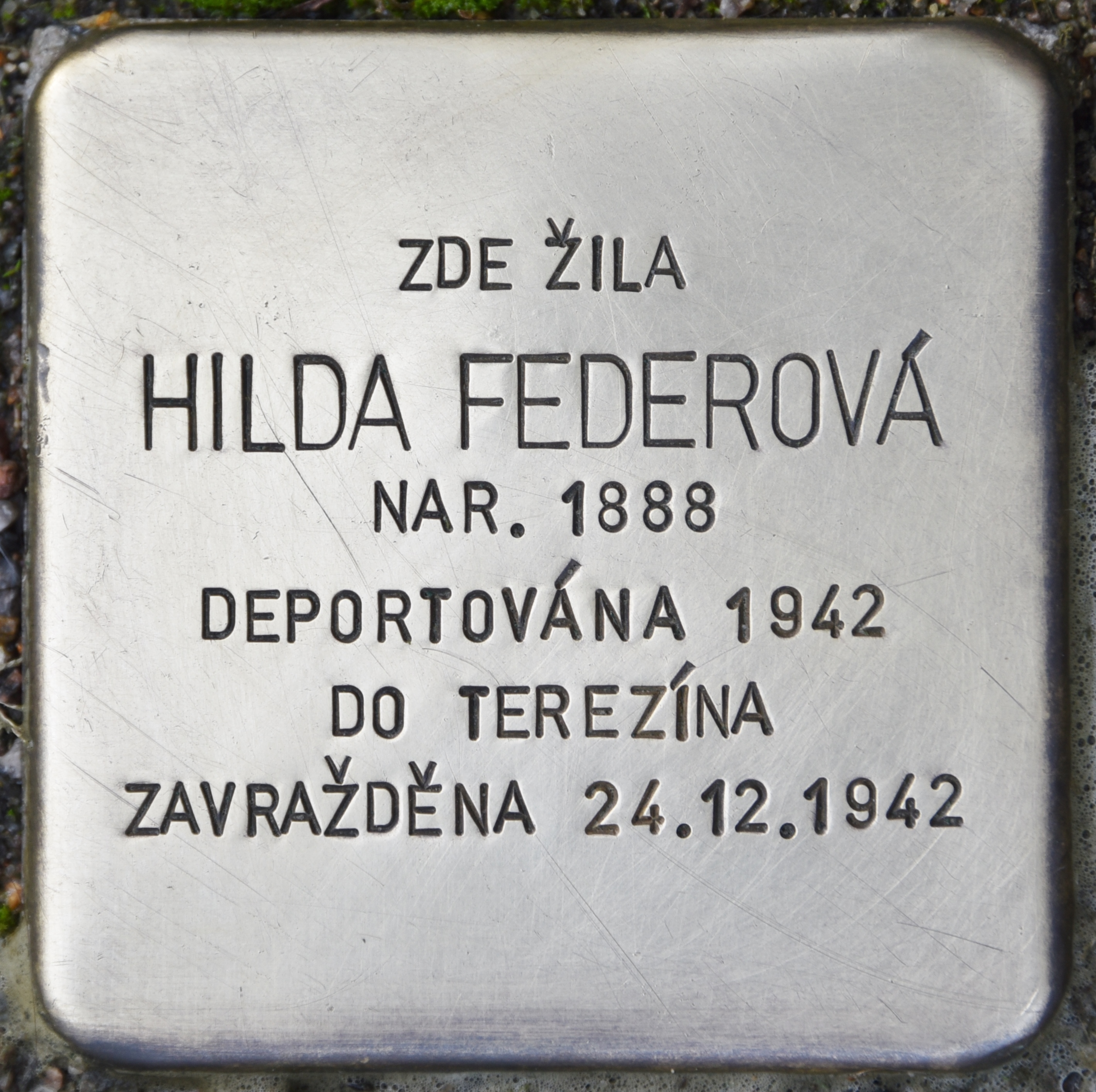
Hilda Federová, manželka
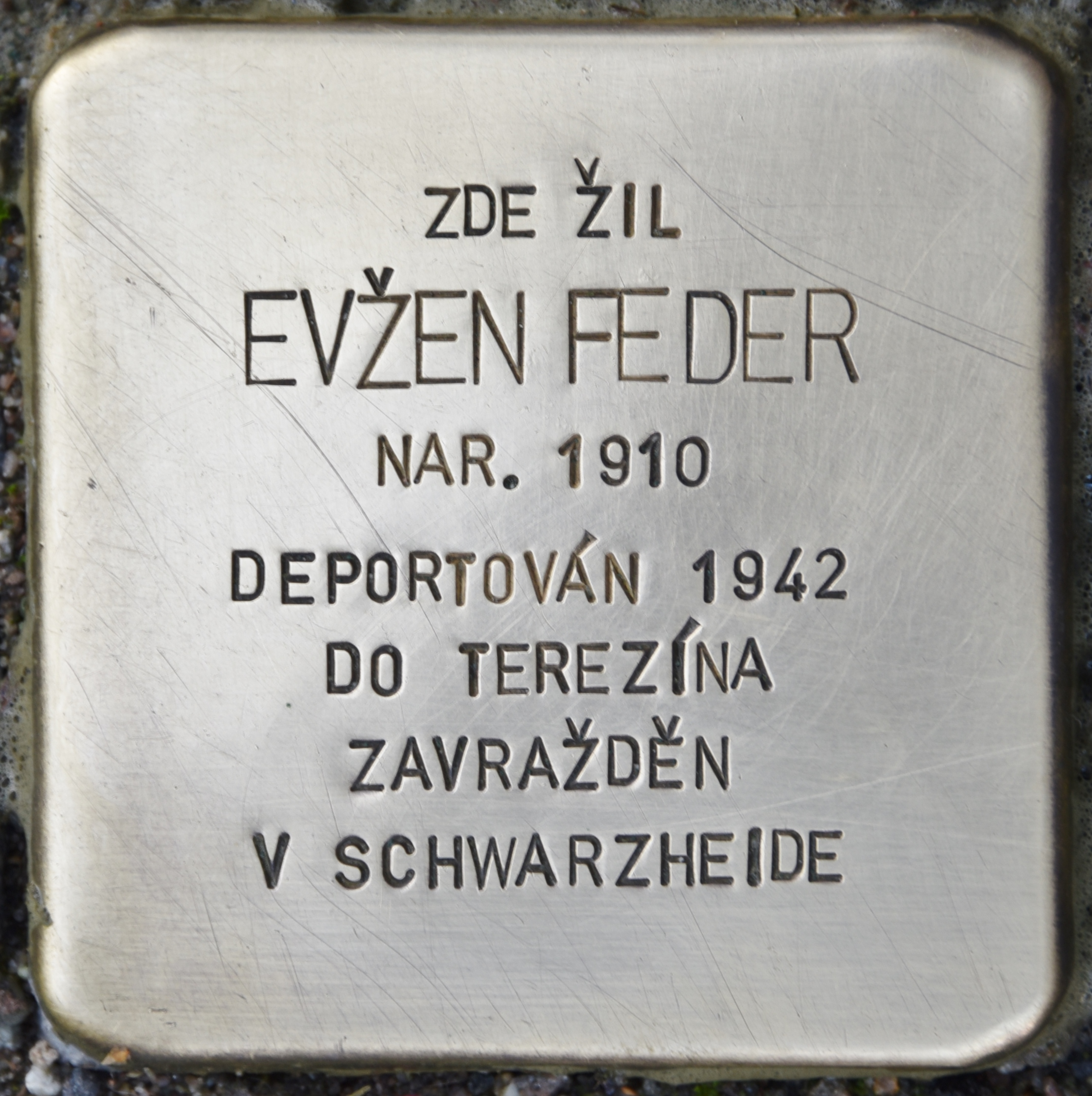
Evžen Feder, syn
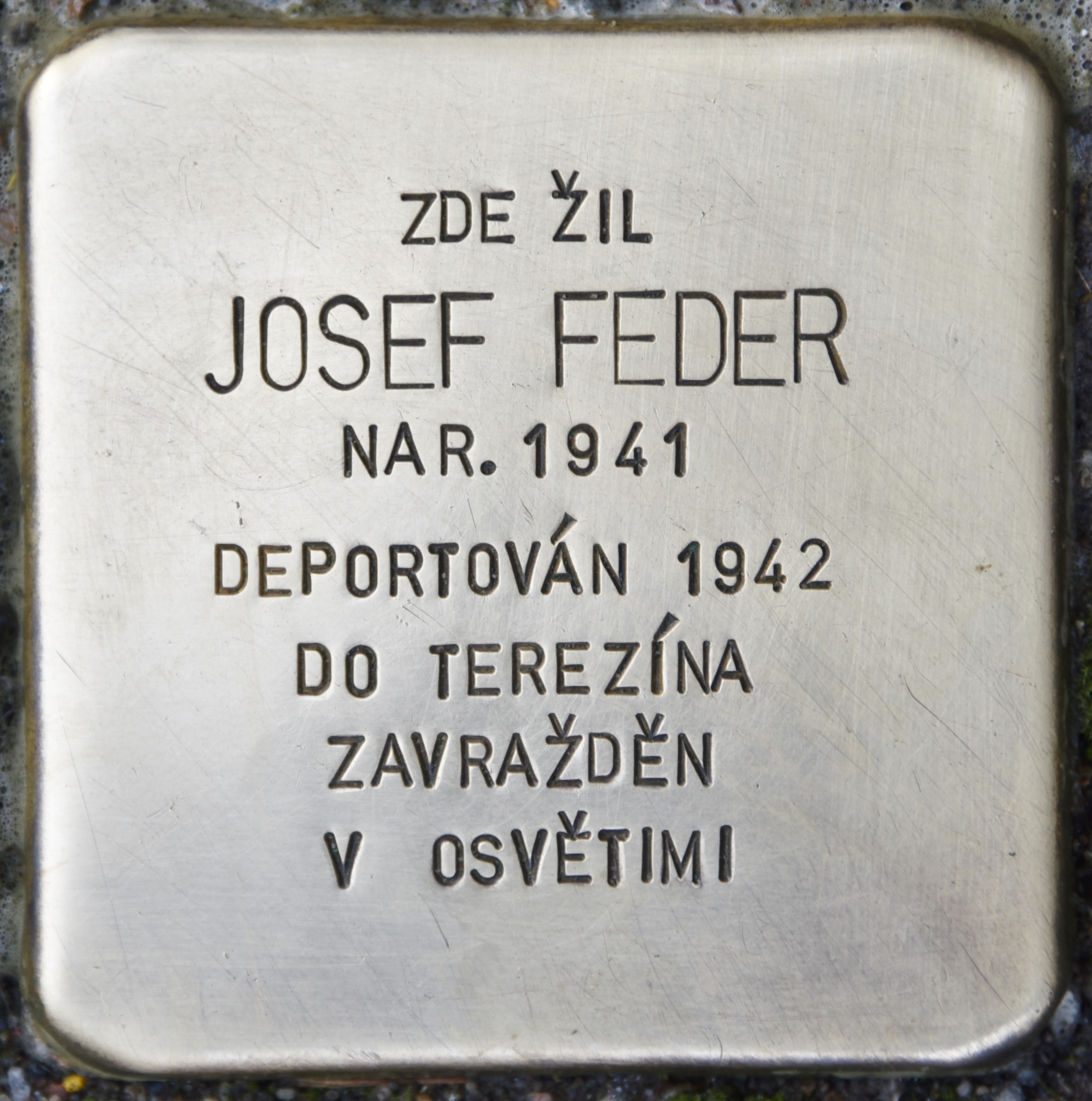
Josef Feder, vnuk
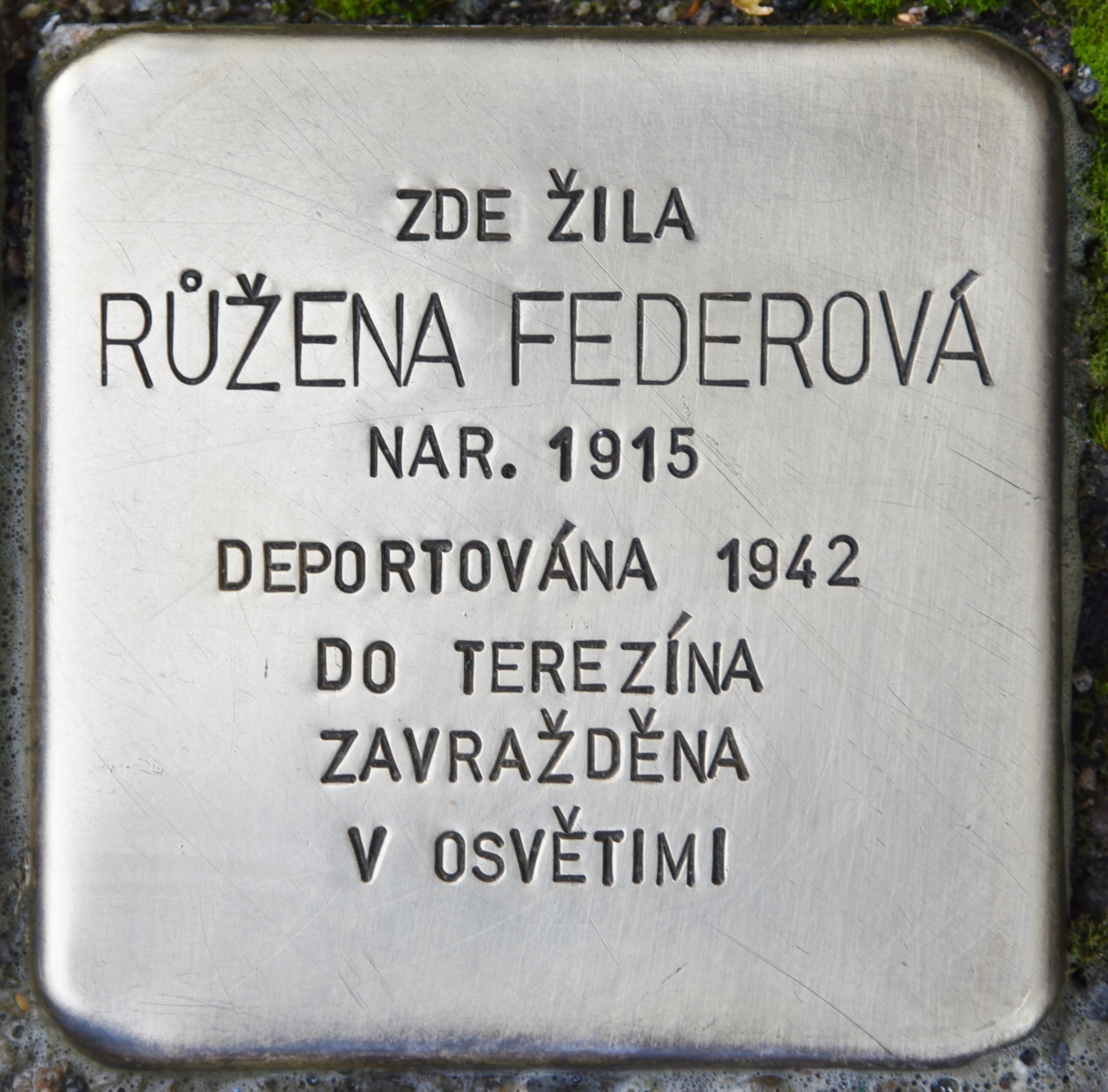
Růžena Federová, snacha

## Galerie

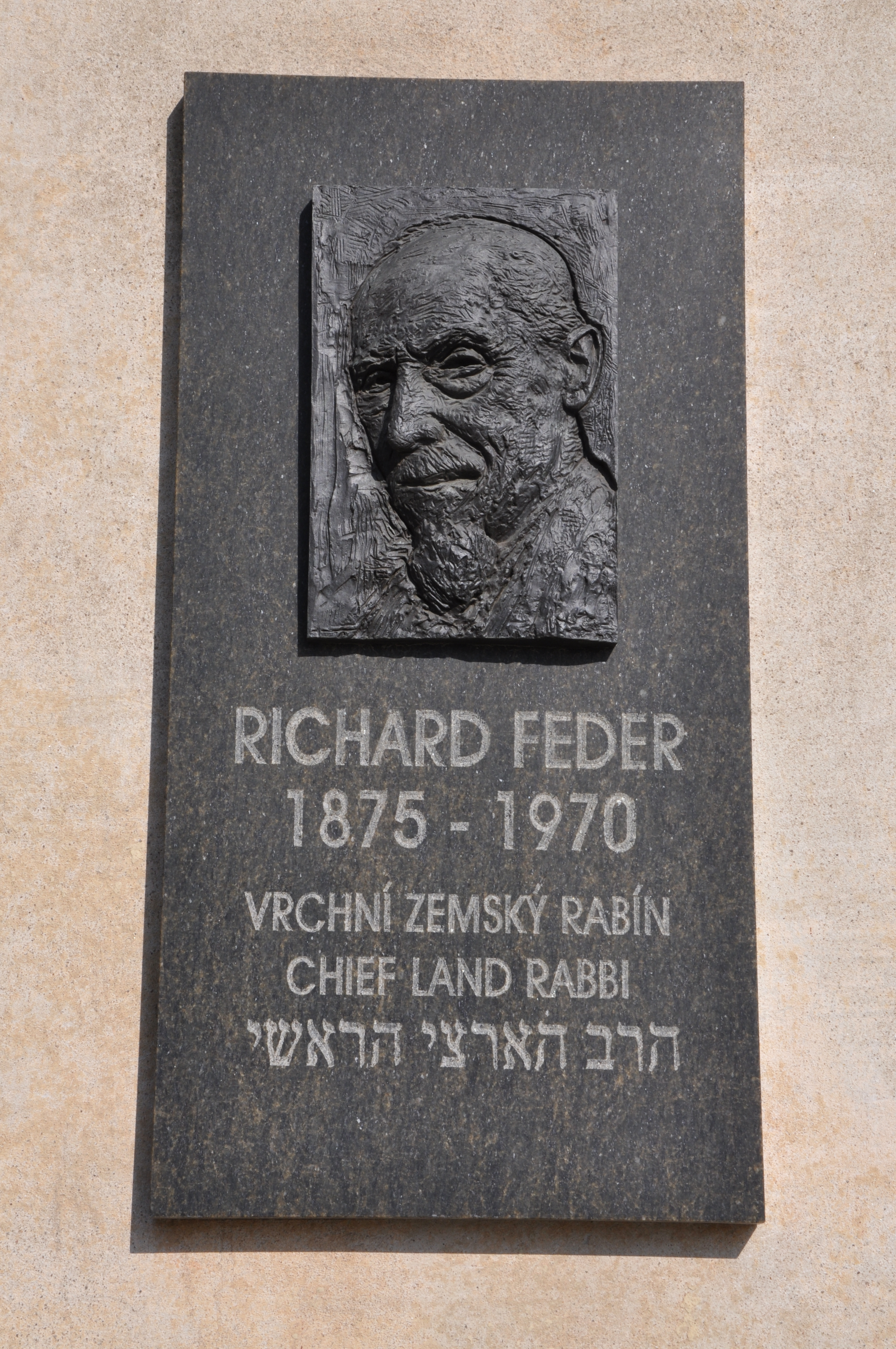
Pamětní deska Richarda Federa u vstupu na Židovský hřbitov v Brně

## Dílo
Mezi jeho nejznámější knihy patří:
- Židé a křesťané (1919),
- Hebrejská učebnice (učebnice novohebrejštiny, 1923),
- Kolínští židé (historická skizza), in: Českožidovský kalendář (1927/28), 197–207
- Haleluja. Hebrejská řeč. (1936), reprint 2006 ISBN 80-86057-39-9
- Židovská tragédie (jedna z prvních knih v Československu, pojednávajících o holocaustu, 1947),
- Sinaj (učebnice židovského náboženství, 1955),
- Religiöses Leben in Theresienstadt, in: Theresienstadt, hg. vom Rat der jüdischen Gemeinden in Böhmen und Mähren, Wien 1968
- Židovské besídky. Kniha první. Pro zábavu a poučení dospělejší mládeže židovské, Ph.Dr. Richard Feder, rabín.
- Jüdisches Unterhaltungsbuch, I. Band. Für die Unterhaltung und Belehrung der erwachsenen
- Jüdische Tragödie – letzter Akt, Potsdam : Verl. für Berlin-Brandenburg, 2004, Dt. Ausg., 1. Aufl.

## Ocenění
V roce 2002 mu byl prezidentem České republiky Václavem Havlem propůjčen Řád Tomáše Garrigua Masaryka. V roce 2003, při příležitosti oslav 50. výročí jeho příchodu do Brna, mu byla odhalena pamětní deska na Židovském hřbitově v Brně a následně byl jmenován čestným občanem města Brna.

## Citát
| „            | Richard Feder je jediný, koho jsem poznal a o němž bych mohl s čistým svědomím prohlásit, že to byl člověk svatý...Byl to člověk neobyčejně laskavý, veskrze tolerantní, bytostně český...Naposledy jsem se s ním sešel několik měsíců před jeho smrtí v hotelu Central, kde bydlíval. Jako vždy vzpomínal na mé rodiče a vyptával se na mne. O sobě neřekl ani slovo. Nakonec mne vzal za ruku, podíval se mi do očí a otázal se: "Otoušku (tak mi říkala jenom maminka), jsi dobrým židem?" – "Nejsem, pane doktore," přiznal jsem po pravdě. Pohladil mne po tváři. "Tak buď aspoň dobrým člověkem!". | “ |
| — Ota Ornest | |   |